# Manuel Ángel Núñez Soto
Manuel Ángel Núñez Soto. (Actopan, Hidalgo; 30 de enero de 1951) es un político y economista mexicano. Nació en el municipio de Actopan, Hidalgo, perteneciente al Partido Revolucionario Institucional, que entre 1999 y 2005 se desempeñó como Gobernador del estado de Hidalgo. En 2005 fue precandidato del PRI a la Presidencia de la República, dentro del grupo interno denominado TUCOM, precandidatura que finalmente recayó en Arturo Montiel Rojas. Fue delegado del Partido Revolucionario Institucional en Nuevo León, puesto en el cual ayudó a la victoria de Rodrigo Medina.
Nuñez Soto es reconocido por el PRI, luego de haber hecho que la Gobernatura de Nuevo León la siguiera manteniendo su partido tras el candidato Fernando Elizondo.